# Maltrato alemán a los prisioneros de guerra soviéticos
Durante la Segunda Guerra Mundial, la Alemania nazi llevó a cabo una política deliberada de maltrato a los prisioneros de guerra soviéticos, diferente del tratamiento dado a los prisioneros británicos y estadounidenses. Esto produjo entre 3,3 y 3,5 millones de muertes.
Durante la Operación Barbarroja, la invasión a la Unión Soviética por parte de las Fuerzas del Eje, se hicieron millones de prisioneros del Ejército Rojo. Muchos fueron ejecutados arbitrariamente en los campos por las fuerzas alemanas o mandados a las SS para su fusilamento, bajo la Orden de los Comisarios. Muchos, sin embargo, murieron durante las marchas de la muerte desde las líneas del frente o por las condiciones inhumanas de los campos de prisioneros de guerra y los campos de concentración.

## Número de muertos

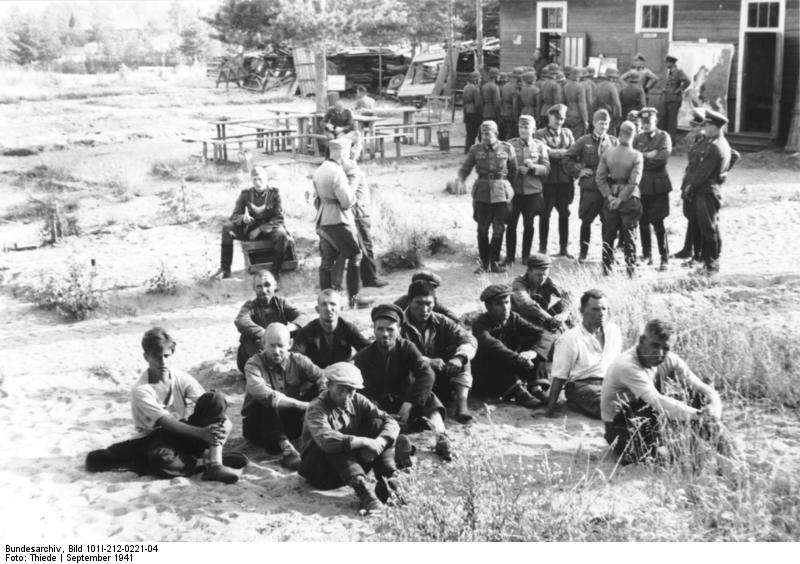
Hombres sospechosos de actividades partidistas se sientan en el suelo esperando su ejecución por un pelotón de fusilamiento en la Unión Soviética durante septiembre de 1941. Los soldados y oficiales del ejército alemán son visibles en el fondo.

Se calcula que, al menos, 3,3 millones de prisioneros de guerra soviéticos murieron bajo custodia nazi, de un total de 5,7 millones. Esta cifra es el 57% de todos los prisioneros de guerra soviéticos y puede contrastarse con los 8,300 muertos del total de 231,000 prisioneros británicos y estadounidenses, que representa un 3.6%. Alrededor del 5% de los prisioneros soviéticos que murieron eran judíos. La mayoría de las muertes tuvo lugar entre junio de 1941 y enero de 1942, cuando los alemanes mataron a unos 2,8 millones de prisioneros de guerra soviéticos sobre todo al dejarlos morir de hambre, exponerlos al frío o aplicarles ejecución sumaria. Un millón fue excarcelado, de los cuales la mayor parte fueron los llamados "voluntarios" (hilfswillige) para el trabajo, a menudo obligatorio, en la Wehrmacht, 500 000 se fugaron o fueron liberados y los restantes 3,3 millones murieron.
La cifra de 3,3 millones de prisioneros de guerra muertos se basa en las estadísticas alemanas. Los datos publicados en Rusia dan unas cifras diferentes.  Viktor Zemskov publicó estadísticas que indicaban que los prisioneros de guerra soviéticos muertos fueron de 2,471,000 (5,734,000 capturados, 821,000 excarcelados para el servicio militar alemán, 72,000 escaparon y 2,371,000 liberados). De los 823,000 prisioneros de guerra liberados para el servicio militar alemán, 212,400 fueron asesinados o acabaron desaparecidos, 436,600 regresaron a la URSS o fueron encarcelados y 180,000 permanecieron en países de Europa Occidental después de la guerra. El historiador militar Grigori F. Krivosheev mantiene que los prisioneros de guerra muertos y los desaparecidos en combate son 1,783 millones. Según Krivosheev, las cifras más altas de muertos incluyen reservistas que no estaban en la fuerza activa, civiles y personal militar que fueron capturados durante el curso de la guerra.
En septiembre de 1941, la tasa de mortalidad entre los prisioneros de guerra soviéticos era del 1% al día. Según el Museo Memorial del Holocausto de los Estados Unidos, en el invierno de 1941, "la hambruna y las enfermedades provocaron muertes masivas de proporciones inimaginables". Esta hambruna deliberada, ya que había comida disponible, llevó a muchos prisioneros desesperados a llevar a cabo actos de canibalismo, y fue una política nazi, que estuvo en consonancia con el Plan Hambre desarrollado por el ministro de Alimentos del Reich Herbert Backe. Para los alemanes, los prisioneros de guerra soviéticos eran prescindibles: ellos consumían calorías que otros necesitaban y, a diferencia de los prisioneros de guerra occidentales, eran considerados subhumanos.

## Orden de los Comisarios
La Orden de los Comisarios (en alemán Kommissarbefehl) fue una orden dada por el Alto Mando de la Wehrmacht el 6 de junio de 1941, antes del comienzo de la Operación Barbarroja (la invasión alemana de la URSS). Esta establecía que cualquier comisario político soviético identificado entre las tropas capturadas sería fusilado inmediatamente. Aquellos prisioneros que fueran identificados como "profundamente bolchevizados o representantes activos de la ideología bolchevique" serían también ejecutados.

## Sistema de internamiento general para prisioneros de guerra soviéticos
En el verano y el otoño de 1941, un vasto número de prisioneros soviéticos fueron capturados en aproximadamente una docena de circunscripciones. Bajo la administración de la Wehrmacht, los prisioneros fueron llevados a marchas forzadas o transportados en vagones abiertos a lugares de la URSS ocupada, Alemania y la Polonia ocupada. Al igual que el otros eventos comparables, como la Marcha de la Muerte de Bataán en la Guerra del Pacífico en 1942, el tratamiento a los prisioneros fue brutal, sin apenas logística.
Los prisioneros de guerra fueron desnudados y vestidos por las tropas alemanas, mal equipadas para el invierno, lo que provocó la muerte de los prisioneros. Muchos de los campos para prisioneros de guerra soviéticos eran simplemente áreas abiertas con verjas con alambre de espino y torres de vigilancia, sin viviendas para los reclusos. 
Estas condiciones exiguas obligaron a los prisioneros abarrotados a vivir en agujeros que habían cavado para sí mismos y que estaban expuestos a los elementos. Las palizas y otros abusos a los prisioneros por parte de los guardias eran comunes, y los prisioneros estaban desnutridos, a menudo consumiendo solo unos pocos cientos de calorías o menos por día. El tratamiento médico era inexistente y en 1941 una oferta de Cruz Roja Internacional para ayudar fue rechazada por Hitler.
Algunos prisioneros de guerra soviéticos fueron objeto de experimentación. En uno de los casos, el doctor  Heinrich Berning, de la Universidad de Hamburgo, hambreó a los prisioneros hasta la muerte en "experimentos sobre el hambre". En otro caso, un grupo de prisioneros de Zhitomir fueron tiroteados usando balas expansivas.

### Campos de prisioneros de guerra
Los campos establecidos para los prisioneros de guerra soviéticos fueron llamados "campos rusos" (russenlager). Los ejércitos de los Aliados mantenidos por Alemania eran normalmente tratados según la Convención de Ginebra para Prisioneros de Guerra de 1929. Aunque la URSS no la había firmado, Alemania sí lo había hecho, y el artículo 82 dice: "Los prisioneros de guerra quedarán sometidos a los reglamentos, leyes y ordenanzas generales vigentes entre las fuerzas armadas de la Potencia en cuyo poder se encuentren los prisioneros". Las condiciones de los campos rusos a menudo eran incluso peores que las que había en los campos de concentración nazis. Entre estos campos estaban:
- Oflag IV-C: en el Castillo de Colditz, Alemania. A los oficiales aliados de los países occidentales en el Castillo de Colditz se les prohibió compartir paquetes de la Cruz Roja con los prisioneros soviéticos hambrientos.[18]
- Oflag XIII-D: en Langwasser, Alemania. En julio de 1941 se estableció un nuevo complejo en Oflag XIII-A para oficiales militares soviéticos de mayor rango capturados durante la Operación Barbarroja. Se cerró en abril de 1942. Muchos oficiales murieron durante el invierno debido a una epidemia y los supervivientes fueron trasladados a otros campamentos.
- Stalag 324: 28 444 prisioneros de guerra soviéticos fueron llevados a este campo cerca de Grądy, Polonia.[26]
- Stalag 328: 41 012 prisioneros de guerra soviéticos fueron llevados a este campo cerca de Lwów, Ucrania.[26]
- Stalag 350/Z: según un informe soviético de 1944, 43 000 personas capturadas del Ejército Rojo fueron asesinadas o murieron por enfermedades y hambre en este campo cercano a Riga, Letonia.[27] Los prisioneros fueron usados para la construcción del campo de concentración de Salaspils en octubre de 1941.
- Stalag 359: en Poniatowa, Polonia. Por una epidemia de disentería se ejecutó a unos 6 000 prisioneros del Ejército Rojo entre los días 21 y 28 de septiembre de 1941. 3 261 fueron ejecutados el primer día. Esto fue dirigido por el Batallón de Policía 306 de la Ordnungspolizei.[18] Desde mediados de 1942, unos 20 000 prisioneros soviéticos murieron por hambre, enfermedades y ejecuciones. El campo pasó a ser el campo de concentración de Poniatowa para los judíos. Fue el principal lugar de la masacre de Aktion Erntefest de 1943.
- Stalag I-B: en Olsztynek, Polonia. Decenas de miles de prisioneros murieron en este campo, la inmensa mayoría soviéticos.
- Stalag II-B: en Czarne, Polonia. Esto era un campo de concentración desde 1933 para comunistas alemanes. En 1939 se usó para prisioneros polacos. Se construyó luego un segundo campo, Lager-Ost, a partir de junio de 1941 para alojar al enorme número de prisioneros soviéticos que se tomaron durante la Operación Barbarroja. En noviembre de 1941 tuvo lugar una epidemia de fiebre tifoidea en Lager-Ost, que continuó hasta marzo de 1942. Acogió a 38 383 prisioneros de guerra soviéticos.[28]
- Stalag III-A: en Luckenwalde, Alemania. La tasa de mortalidad de los prisioneros soviéticos era extremadamente alta en comparación con la de los prisioneros de guerra de otras naciones, incluyendo hacia 2 000-2 500 que murieron en una epidemia de tifus durante el invierno de 1941-1942. Mientras que los prisioneros no soviéticos fueron enterrados con honores militares en tumbas individuales en el cementerio del campamento, los muertos soviéticos fueron enterrados anónimamente en fosas comunes.
- Stalag III-C: Drzewice, Polonia. Cuando los prisioneros soviéticos capturados durante la Operación Barbarroja llegaron en julio de 1941 fueron retenidos en zonas separadas y sufrieron condiciones duras y enfermedades. La mayoría de estos prisioneros, que eran más de 12 000, fueron asesinados, hambreados hasta la muerte o murieron por enfermedades.[29]
- Stalag IV-A: Hoyerswerda, Alemania. Entre junio y septiembre de 1941 los prisioneros soviéticos de la Operación Barbarroja fueron trasladados a otro campo. Las condiciones eran terribles, y el hambre, las epidemias y los malos tratos se cobraron numerosas vidas;[24] los prisioneros soviéticos muertos fueron enterrados en fosas comunes.
- Stalag IV-B: en Mühlberg, Alemania. En julio de 1941 llegaron 11 000 soldados soviéticos y algunos oficiales. En abril de 1942 solo había 3 279; el resto había muerto de malnutrición y por una epidemia de tifus causada por las deplorables condiciones sanitarias. Sus cuerpos fueron quemados en fosas comunes. Después de abril de 1942 llegaron y murieron rápidamente. A finales de 1942, 10 000 soviéticos razonablemente sanos fueron enviados a trabajar a las minas de carbón belgas, el resto, que sufría tuberculosis, continuó muriendo con una ratio de 10-20 al día.
- Stalag IV-H (Stalag 304): en Mühlberg, Alemania. En 1942 al menos 1 000 prisioneros fueron llevados por la Gestapo y fusilados.[30]
- Stalag V-A: Ludwigsburg, Alemania. Durante 1941-1942 llegaron muchos prisioneros de guerra soviéticos pero fueron separados y recibieron un trato mucho más duro que el resto de prisioneros. Miles de ellos murieron de malnutrición y enfermedades.
- Stalag VI-C: en Oberlangen, Alemania. En el verano de 1941 llegaron más de 2 000 prisioneros de la Operación Barbarroja. Las condiciones eran terribles y las epidemias, el hambre y los malos tratos se cobraron numerosas vidas. Los muertos fueron enterrados en fosas comunes.
- Stalag VI-K (Stalag 326): en Schloß Holte-Stukenbrock, Alemania. Entre 40 000 y 60 000 prisioneros murieron, la mayor parte de los cuales fueron enterrados en fosas comunes. En la actualidad hay un cementerio de guerra soviético que tiene unas 200 tumbas con nombres.
- Stalag VII-A: en Moosburg, Alemania. Durante cinco años unos 1 000 prisioneros murieron en el campo, más de 800 de ellos eran soviéticos, y la mayor parte de ellos oficiales. Al final de la guerra había todavía 27 generales soviéticos en el campo que habían sobrevivido al maltrato al que ellos, al igual que el resto de los prisioneros soviéticos, habían estados sometidos. Los nuevos prisioneros eran inspeccionados por los agentes de la Gestapo de Múnich; 484 fueron encontrados "indeseables" y fueron enviados inmediatamente a campos de concentración y ejecutados.[18]
- Stalag VIII-C: en Żagań, Polonia. En este campo hubo 29 436 prisioneros. Las condiciones eran terribles y el hambre, las epidemias y los malos tratos se cobraron numerosas vidas. A principios de 1942, los supervivientes habían sido trasladados a otros campos.
- Stalag VIII-E (Stalag VIII-C/Z): en Świętoszów, Polonia. Los primeros soviéticos llegaron en julio de 1941. Albergó un total de 57 545 prisioneros soviéticos.[31]
- Stalag VIII-F (Stalag 318 / Stalag 344): en Łambinowice, Polonia. En este campo, que se encontraba cerca de Lamsdorf, hubo 108 471 prisioneros de guerra soviéticos.[31]
- Stalag X-B
- Stalag XI-D (Stalag 321): en Bad Fallingbostel, Alemania. En julio de 1941, más de 10 000 oficiales soviéticos fueron apresados en este nuevo subcampo de Stalag XI-B. Miles de ellos murieron en el invierno de 1941-1942 como resultado de una epidemia de fiebre tifoidea.
- Stalag XI-C: en julio de 1941 llegaron unos 20 000 prisioneros soviéticos capturados durante la Operación Barbarroja. Fueron alojados al aire libre mientras se construían cabañas. Unos 14 000 prisioneros de guerra soviéticos murieron durante el invierno de 1941-1942. A finales de 1943 pasó a ser el campo de concentración de Bergen-Belsen de Alemania.[32]

## Las "acciones de deshierbe"
En las "acciones de deshierbe" (aussonderungsaktionen) de 1941 a 1942, la Gestapo se dedicó a identificar a miembros del Partido Comunista de la URSS, funcionarios del Estado, comisarios políticos, académicos universitarios, judíos y otros individuos "indeseables" o "peligrosos" que hubieran sobrevivido a la Orden de los Comisarios y a transferiros a campos de concentración, donde eran ejecutados de forma sumaria. En el campo de Stalag VII-A, en Moosburg, el mayor Karl Meinel objetó ante estas ejecuciones, pero las SS, incluyendo a Karl von Eberstein, intervinieron, Karl Meinel fue pasado a reserva y las matanzas continuaron.
Entre junio de 1941 y mayo de 1944, un 10% de todos los prisioneros de guerra soviéticos pasaron a los campos de concentración de las SS-Totenkopfverbände o fueron asesinados por los escuadrones de ejecución Einsatzgruppen.

## Prisioneros de guerra soviéticos en los campos de concentración y de exterminio
Entre 140 000 y 500 000 prisioneros de guerra murieron o fueron ejecutados en campos de concentración nazis. Muchos fueron ejecutados por fusilamientos pero algunos fueron gaseados.
- Auschwitz: de los 15 000 prisioneros de guerra soviéticos fueron llevados a Auschwitz para trabajar, solo 92 seguían vivos en la última Appellplatz. Unos 3 000 fueron fusilados o gaseados inmediatamente después de llegar.[37] De los 10 000 que fueron llevados a trabajar en 1941, 9 000 murieron en los primeros cinco meses.[38] La primera vez que se usó Zyklon-B para gasear fue con 600 prisioneros de guerra soviéticos el 3 de septiembre de 1941. En diciembre de 1941, se gaseó a otros 900 prisioneros de guerra soviéticos.[39] En marzo de 1941, el jefe de las SS Heinrich Himmler ordenó la construcción de un gran campo para 100 000 soviéticos en Birkenau, muy cerca de Auschwitz. Muchos de los prisioneros habían muerto cuando fue nombrado Auschwitz II en marzo de 1942.[40]
- Campo de concentración de Buchenwald: 8,483 prisioneros de guerra soviéticos fueron seleccionados entre 1941 y 1942 por tres oficiales de la Gestapo de Dresde y enviados para ser aniquilados con un disparo en la espalda o en el cuello en una instalación genickschussanlage.
- Campo de exterminio de Chełmno: entre las víctimas asesinadas en Chełmno había cientos de prisioneros de guerra polacos y soviéticos.
- Campo de concentración de Dachau: unos 500 prisioneros de guerra soviéticos fueron ejecutados por un pelotón de fusilamiento en Dachau.
- Campo de concentración de Flossenbürg: a finales de 1941 más de 1 000 prisioneros de guerra soviéticos fueron había sido ejecutados en Flossenbürg. Las ejecuciones continuaron cada cierto tiempo hasta 1944. Los prisioneros de guerra de uno de los subcampos organizaron un intento fallido de levantamiento y escape masivo el 1 de mayo de 1944. Las SS también establecieron un campo aparte para 2,000 prisioneros de guerra soviéticos dentro de Flossenbürg.
- Campo de concentración de Gross-Rosen: 65,000 prisioneros de guerra soviéticos fueron asesinados al recibir solamente como alimento una pequeña sopa de grasa, agua y sal durante seis meses.[13] En octubre de 1941 las SS transfirieron a unos 3 000 prisioneros de guerra soviéticos a Gross-Rosen para ser fusilados.[41]
- Campo de concentración de Hinzert: a un grupo de 70 prisioneros de guerra se les dijo que se sometería a un examen médico, pero en su lugar se les ejecutó con una inyección de cianuro de potasio.
- Campo de concentración de Majdanek: el primer transporte directo a Majdanek consisten en 5 000 prisioneros de guerra soviéticos en la última mitad de 1941, que murieron pronto de hambruna y exposición al frío.[42] Allí también se llevaron a cabo ejecuciones por disparos a prisioneros en trincheras.[13]
- Campo de concentración de Mauthausen-Gusen: tras el comienzo de la guerra germano-soviética, los campos comenzaron a recibir una gran cantidad de prisioneros de guerra soviéticos; la mayoría de ellos fueron mantenidos en cabañas separadas del resto del campo. Los prisioneros de guerra soviéticos fueron una parte importante de los primeros grupos que fueron gaseados en la cámara de gas recién construida a principios de 1942. Al menos 2.843 de ellos fueron asesinados en el campo. Según el Museo Memorial del Holocausto de Estados Unidos "se fusiló a tantos prisioneros de guerra que la población local se quejó de que su suministro de agua había sido contaminado. Los ríos y arroyos cerca del campamento se pusieron rojos de sangre".[13]
- Campo de concentración de Neuengamme: según el testimonio de Wilhelm Bahr, que había trabajado como médico, durante el juicio contra Bruno Tesch, 200 prisioneros de guerra soviéticos fueron gaseados con ácido cianhídrico en 1942.[43]
- Campo de concentración de Sachsenhausen: los prisioneros de guerra soviéticos fueron víctimas de la mayor parte de las ejecuciones. Miles de ellos fueron ejecutados inmediatamente después de llegar al campo, incluyendo a 9,090 ejecutados entre el 31 de agosto y el 2 de octubre de 1941.[18] En este campo murió el teniente Yakov Dzhugashvili, el hijo mayor de Iósif Stalin.
- Campo de exterminio de Sobibór: los prisioneros de guerra soviéticos de raza judía estuvieron entre los centenares de miles de gaseados en Sobibór. Un grupo de oficiales soviéticos capturados, liderados por el teniente segundo Alexander Pechersky, organizaron una exitosa fuga masiva de Sobibor, tras la cual la SS cerró el campo y lo desmanteló.

## Prisioneros de guerra soviéticos en el sistema de trabajo esclavo alemán
En enero de 1942, Hitler autorizó un tratamiento mejor a los prisioneros de guerra soviéticos porque la guerra estaba estancada y los líderes alemanes decidieron usar prisioneros para trabajos forzados a gran escala. El número aumentó de los apenas 150 000 en 1942 a los 631 000 en el verano de 1944. Muchos fueron enviados a las minas de carbón. Entre el 1 de julio y el 10 de noviembre de 1943, 27,638 prisioneros de guerra soviéticos murieron solamente en la región del Ruhr. Otros fueron enviados a Krupp, Daimler-Benz o a otros lugares.